# El elegido
El elegido  fue una telenovela producida por la nueva productora El Árbol, a cargo de Pablo Echarri y Martín Seefeld, en asociación con Telefe Contenidos. Fue la ficción que mayor cantidad de estatuillas consiguió en la entrega de los Premios Martín Fierro 2011. Protagonizada por Pablo Echarri y Paola Krum. Coprotagonizada por Mónica Antonópulos, Martín Seefeld, Jorge Suárez, María Carámbula, Luciano Cáceres, Ludovico Di Santo, Calu Rivero, Paloma Contreras y Emilio Bardi. Antagonizada por Leticia Brédice y el primer actor Lito Cruz. También, contó con las actuaciones especiales de Daniel Fanego, Jorge D'Elía y los primeros actores Leonor Manso, Patricio Contreras y Lucrecia Capello. Y las presentaciones de Paula Kohan, María Dupláa y Maite Lanata.

## Producción
Comenzó a emitirse el 17 de enero y terminó el 31 de octubre de 2011 , de lunes a jueves en el horario de las 23:00 (UTC-3), por Telefe. 
Fue escrita por Gustavo Belatti y Adriana Lorenzón, e ideada por ella y Pablo Echarri.

## Argumento
"El elegido" narra la historia de Andrés Bilbao (Pablo Echarri), un abogado ambicioso proveniente de una familia humilde y criado en un barrio carenciado que está casado con Verónica San Martín (Leticia Brédice), de quien tiene una hija autista llamada Alma Bilbao (Maite Lanata). Como profesional anhela asociarse con Oscar Nevares Sosa (Lito Cruz), mandamás y propietario del estudio de abogados adonde trabaja.
A pesar de sus orígenes, Andrés consigue una vida de lujos y riqueza gracias a su matrimonio con Verónica, quien es rica pero sufre de trastorno bipolar además de haber sido abusada sexualmente de pequeña. Los altibajos emocionales propios de estas circunstancias la llevan de vez en cuando a pensar que su esposo no la quiere, que solo se ha casado con ella por el dinero o que la engaña con otras mujeres.
Al inicio de la historia Andrés gana un juicio y es premiado con un viaje a España. Allí conoce a Mariana Estévez (Paola Krum), una abogada idealista de quien se enamora. También vive un encuentro místico con el líder de una logia masónica.
Por otra parte, el socio de Oscar muere, entonces él decide someter a los miembros del bufete Andrés, Greta Sáenz Valiente (Mónica Antonópulos), Octavio Linares Calvo (Ludovico Di Santo) y Roberto Planes (Jorge Suárez) a una competencia brutal para determinar al elegido en el camino del reemplazo.
Mientras tanto se desarrolla la historia del objetivo principal de Mariana, el cual no será su crecimiento profesional sino averiguar la verdad acerca de la muerte de su padre.
Durante la trama de esta novela Andrés pasará por una innumerable cantidad de pruebas para salir de la cueva en la que él mismo se metió. Así corre riesgos extremos como el de perder a su familia, su dignidad y a la mujer que ama (Mariana Estévez).

## Personajes

### Protagonistas principales
- Pablo Echarri como Andrés Bilbao: es un abogado, inicialmente ambicioso de poder y capaz de todo para lograrlo. Representa a la soberbia y su recorrido como personaje será pasar de la oscuridad más absoluta a la luz que viene de la mano del amor. El asesinato de sus padres lo shockea y marca un antes y un después en su vida, poniéndose totalmente en contra de Oscar Nevares Sosa. Supuestamente había asesinado a Oscar, aunque todo fue una farsa de Nevares Sosa. Al final de la historia logra hacer justicia, tiene un hijo con Mariana y se convierte en juez.

- Paola Krum como Mariana Estévez: es una abogada idealista, luchadora por la justicia y la verdad. Representa a la ira y su recorrido tiene que ver con descubrir la misteriosa muerte de su padre, al tiempo que descubre en Andrés al hombre de su vida. Termina llegando a la verdad y viviendo feliz con Andrés, Alma y su bebé.

- Leticia Brédice como Verónica San Martín (†) Asesinada por Oscar: es la esposa de Andrés, y concentra varios pecados en su personalidad. Sufre de bipolaridad y es totalmente dependiente de su marido. Madre de una hija autista, no sabe cómo sobrellevar la situación. Guarda terribles secretos desde su infancia y está al borde de la locura. Es la asesina de Gigí, a quien mató tras robarle a su bebé para hacerlo pasar por hijo de ella y Andrés. Finalmente es asesinada por Oscar en un acto de misericordia (ella le ruega que lo haga después de que Mariana le disparó) una vez que todo está perdido.

### Elenco coprotagónico
- Lito Cruz como Oscar Nevares Sosa: es un abogado despiadado, que quiere tener a todo el mundo bajo su poder. Representa a la gula, y su maldad no reconoce límites. Él era el amigo de Marcos Mariani, y después de su repentina y posiblemente planeada muerte, da a conocer que dará el puesto de socio que Marcos ocupaba en un concurso entre todos en el bufete de abogados. Él mima y consiente a Verónica todo el tiempo, además de ofrecerle todo lo que puede y darle la seguridad de sacar a Mariana del medio. Es el autor material e intelectual de los asesinatos de los padres de Andrés. Él es parte de una logia cuyo símbolo es una estrella de siete puntas, la cual abandonará para presidir una propia y ponerse en contra de la misma. Es asesinado supuestamente por Andrés Bilbao de un disparo en la cabeza. En realidad, todo fue planeado, pues se trataba de un cadáver falso para culpar a Andrés. Al final de la historia queda preso en un manicomio debido a que se vuelve totalmente loco.

- Leonor Manso como María Bilbao (†) Asesinada por Oscar: es la madre de Andrés. Es enfermera y partera, una mujer sufrida y de clase baja. Se siente orgullosa de su hijo a pesar de la distancia que tomó de él. Ella guarda un pasado oscuro, ya que hacía abortos ilegales para poder ganarse la vida. Debido a eso, ha ido a juicios por sus actos. Ella cuida a Silvia Escalada Blanco, la madre de Mariana, por lo que también está al tanto de la muerte repentina del padre de Mariana. Nunca puede ver a su nieta Alma, ya que su nuera Verónica San Martín no se lo permite ni a ella ni a la familia Bilbao. Antes de que empiece la presentación oficial de la candidatura presidencial de su hijo, Andrés Bilbao, es secuestrada por Oscar Nevares Sosa, junto con su marido Alfredo. Luego de rezar y estar un tiempo en un galpón secuestrados, entra Oscar Nevares Sosa y los asesina a los dos de un disparo en la cabeza.

- Patricio Contreras como Alfredo Bilbao (†) Asesinado por Oscar: es el padre de Andrés. Es un ex sindicalista. Un accidente de trabajo lo dejó imposibilitado de seguir desempeñándose. Es un hombre que vive el fracaso de manera digna, pero sentida. Ama a sus hijos y es el sostén afectivo de toda la familia. Él consiguió trabajo en la empresa de Oscar Nevares Sosa, como chofer del mismo. Se ha enterado de muchas cosas y, como la mayoría de los personajes, lo resguarda con silencio. Nunca puede ver a su nieta Alma, ya que su nuera Verónica San Martín no se lo permite ni a él ni a la familia Bilbao. Es secuestrado y asesinado por Oscar Nevares Sosa, junto a su esposa.

- Mónica Antonópulos como Greta Sáenz Valiente: es una abogada talentosísima, sagaz y determinada. Representa a la codicia. Así como es avara con lo que tiene, esconde su verdadera sexualidad, pues es lesbiana. Es escondedora y poco confiable. Tras la desaparición de Gigí, empieza una relación con Paloma. Al final de la historia se casa con Paloma y se hace cargo del hijo de Gigí y David. Además, pasa a ser la dueña del estudio, renombrado como "Greta Sáenz Valiente y Asociados".

- Martín Seefeld como Santiago Mercado: es psiquiatra, e inicialmente novio de Mariana. No representa a ningún pecado capital, y más bien tiene como atributos la decencia y el valor. Es el rival amoroso de Andrés. Santiago tiene un giro brusco en la historia, pues de un momento a otro se pasa al bando de los villanos, como mano derecha de Oscar Nevares Sosa. Pero todo era parte de un plan de la orden para infiltrarse en el mundo de Oscar. Al final de la historia comienza una relación amorosa con Lucía.

- Jorge Suárez como Roberto Planes: es el abogado más antiguo del bufete, y no ser visto por Oscar lo transformó en un resentido. Representa a la envidia, y siempre quiere lo que los otros logran. Mató a Gonzalo, quien estaba saliendo con su mujer Lucía tras la separación. Al final de la historia queda preso y recibe visitas de Luli, aunque este quisiera que fueran de Lucía.[2]

- María Carámbula como Lucía Giuliani: es la esposa de Roberto, una mujer con mucho coraje. Tiene un pasado oscuro relacionado con la prostitución y las drogas, pero pudo trascenderlo y casarse con el hombre al que ama, el cual le fue infiel, razón por la cual se separan, y ella se da cuenta de qué clase de persona es. Al final empieza una relación con Santiago.

- Luciano Cáceres como David Nevares Sosa (†) Se suicida: es abogado, hijo de Oscar. Representa a la pereza. Ser hijo del jefe tiene sus ventajas y desventajas. No es tenido en cuenta por su padre, y eso le genera mucho odio hacia él. No parará hasta poder ser feliz con su mamá luego de descubrir que ella está viva y que su padre la mantuvo escondida durante toda su vida. Tiene un hijo con Gigí, que es robado por su padre y Verónica. Se suicida frente a su padre al final de la historia.

- Lucrecia Capello como Silvia Escalada Blanco: es la madre de Mariana y Jimena. Luego de la muerte de su marido, sufre de una profunda neurosis con delirios paranoicos. Sus problemas de memoria le impiden transmitir todo lo que puede decir, pues es una de las personas que más sabe para dilucidar varios misterios del pasado. Intentó matar dos veces a Oscar pero nunca lo logró. Finalmente, logra la justicia de la mano de Andrés y Mariana, y puede vivir en paz.

- Ludovico Di Santo como Octavio Linares Calvo: es el abogado más joven del estudio, y tiene problemas de adicción. Representa a la lujuria, y debe luchar contra sus propios demonios antes de poder luchar contra los demonios de afuera. Está de lado de Andrés, y trabaja infiltrado en el estudio. Al final, espera un hijo con Érica y logra dejar las drogas.

- Calu Rivero como Érica Martínez de Linares: es la esposa de Octavio. Sufre de todos los males de las mujeres jóvenes insatisfechas con su vida. Es compradora compulsiva, histérica, anoréxica, extremadamente superficial y pretende que su marido llegue lejos. Poco a poco irá descubriendo de qué se trata realmente la vida. Cuando Morbillo la absorbe dentro de una red de trata de personas para prostituirla, cambia totalmente su forma de ser. Al final queda embarazada de Octavio.

- Emilio Bardi como Alejandro Bilbao: es el hermano mayor de Andrés y Mariela. La vida le dio golpes muy duros, que en un punto se volvieron en resentimiento. Luchará por su clase trabajadora y se transformará en un líder de los pobres. Termina feliz por haber logrado justicia, viviendo en la casa de sus padres con Mariela y su pareja Gastón.

- Paloma Contreras como Mariela Bilbao: es la hermana menor de Andrés y Alejandro. Es asistente social. Se caracteriza por ser idealista y aguerrida. Lucha por los que menos tienen y será un pilar importante cuando su hermano necesite de su fuerza. Termina en pareja con Gastón, viviendo en la casa de sus padres con su hermano.

- Paula Kohan como Giovanna "Gigí" Gilardoni (†) Asesinada por Verónica: es la pareja de Greta. Vive oculta por ésta y se está empezando a cansar de la clandestinidad. Murió asesinada por Verónica luego de que ésta le quitara a su bebé recién nacido.

- María Dupláa como Jimena Estévez: es la hermana de Mariana. Estudia terapia ocupacional. Inicialmente no comulga con las sospechas de Mariana sobre la muerte de su padre, pero la ayuda en todo lo que puede. Terminará trabajando en casa de Verónica y luego, muy cerca de Alma. Verónica la capta para obtener información sobre Mariana. Empieza una relación con Gualtieri. Finalmente se casa con él.

- Maite Lanata como Alma Bilbao: es la hija de Andrés y Verónica. Tiene autismo y, de alguna manera, representa la luz angelical y salvadora, no solo para su padre, sino para todos los personajes. Al final de la historia empieza a hablar.

- Daniel Fanego como Arturo Logroñeses (†) Asesinado por Rafael: es un misterioso empresario español, al que Andrés conoce un poco por casualidad y otro poco gracias al destino, convirtiéndose así en su guía espiritual. Es una de las personas más poderosas del mundo y resulta ser el líder de la antigua Orden de LOF. Aparentemente muere tras una explosión plantada por un asesino a sueldo enviado por Oscar Nevares Sosa. Sin embargo, sorprende con su reaparición, comunicándose vía telefónica con Andrés, indicándole que ambos son los únicos que saben donde está. Los demás buenos de la historia se irán contactando con él, hasta que Oscar se entera de que está vivo. Al final de la historia, tratando de impedir que secuestren a Alma, es asesinado por Rafael.

### Actuación especial
- Jorge D'Elía como Daniel Morbillo: es un senador que pertenece a la logia masónica. Tiene un problema al filtrarse un video de él con una prostituta. Tuvo en el pasado una historia clandestina con Lucía. Maneja redes de trata de personas, para prostituirlas. Es uno de los personajes más oscuros de la historia. Al final, queda preso por todos sus crímenes.

### Participaciones
- Jorge Rivera López como Tomás: es un personaje sabio, que se relaciona con la parte de bondad que rodea a Alma, en relación con Andrés y el mundo de la logia. Pertenece a la orden. Fue supuestamente asesinado por Santiago desde un coche cuando le disparó a su espalda, por orden de Oscar, aunque todo era parte de una farsa y este está vivo.

- Norberto Díaz como Dante Oviedo: es un funcionario judicial. Está a cargo de la Defensoría Pública a la que pertenecía Mariana antes de renunciar al cargo.

- Ricardo Díaz Mourelle como Marcos Mariani (†): es el socio principal de Oscar, que muere repentinamente, llevándose a la tumba un secreto que nadie debe saber. Su muerte abre la competencia entre los miembros del estudio para ocupar su lugar.

- Fabio Aste como Jorge Pirra (†) Asesinado por dos matones: es el abogado que está a favor en el caso de violación de Mariana Estévez. Luego del procesamiento de David, un auto casi lo atropella, y finalmente, al llegar a su casa, dos matones lo esperan y lo apuñalan.

- Daniel Miglioranza como Rinaudo (†): es otro miembro de la orden masónica. Su mujer está internada en coma por su culpa, y ese dato se filtra a la opinión pública. El estudio Nevares Sosa deberá impedirlo. Es mandado a matar por Oscar a la cárcel en la que cayó preso.

- Gabo Correa como Rogelio Rossi: es un psiquiatra, que atiende al inicio de la novela, a Verónica. También forma parte de la logia. Se relaciona tanto con Santiago como con Oscar.

- Julio Viera como Augusto (†): es otro miembro de la logia, que tiene relación con Santiago. Piensa en desenmascarar a Oscar. Muere junto con otros miembros de la orden durante el atentado a Logroñeses. Santiago se siente muy afligido por su muerte.

- Catalina Artusi como Yessica "Colet" Álvarez: es una prostituta, con la cual el senador Morbillo tiene relaciones sexuales, siendo grabados. El video se está por filtrar a la prensa, y Oscar deberá impedirlo.

- Emilia Mazer como Julia: es una psiquiatra, que viene a sembrar discordia en la pareja que forman Santiago y Mariana. Es la exmujer de Santiago. Pero Mariana no sabe nada del pasado de su pareja. Esta mujer se instala en su casa. Vivió en España, donde no le fue muy bien, y ahora, de regreso, quiere aprovechar un poco la situación y le pide plata a su exmarido, extorsionándolo.

- Alfredo Castellani como Hassef: es un cliente turco del estudio de Nevares Sosa. En un caso, soborna a Greta con dinero. Oscar se entera de todo, pues había puesto cámaras y micrófonos para probar la lealtad de su empleada.

- Isabel Quinteros como Teresa: es la Machi del pueblo indígena contra el que va Nevares Sosa. Era muy amiga del padre de Mariana, y ella es como otra guía espiritual para ella y Andrés.

- María Ibarreta como Elena Ferrari: es la esposa de Oscar, y hace años que su marido la dejó internada en un neuropsiquiátrico para que no hable de él. Silvia se encontrará con ella al ser internada en el mismo lugar, y develará grandes misterios del maldito abogado. Queda deprimida al final de la historia con la muerte de su hijo David, pero su nieto es su salvación.

- Oscar Alegre como Miguel: es el exentrenador de boxeo de Alejandro. Él le ayudará en su rehabilitación luego del atentado sufrido por parte de Oscar, logrando que pueda volver a caminar.

- Jorge Sabaté como Mauricio Linares Calvo: es el padre de Octavio, con quien él no se habla desde hace años debido a sus personalidades tan opuestas. Es un hombre muy rico, y Oscar lo quiere para financiar la campaña presidencial de Andrés.

- Lautaro Delgado como Carlos Gualtieri: es el fiscal encargado del juicio por abuso de Mariana contra David. Al ver las fotos de Mariana, la reconoce de la facultad. Así, se reencuentran luego de años de no verse. Se pondrá de lado de ella y Andrés en todo lo que sea ir en contra de Nevares Sosa. Empieza a salir con Jimena, con quien termina casándose.

- Cecilia Roth como Victoria Sucre: es una periodista y licenciada en ciencia política, conductora de un programa con gran audiencia e impacto en la sociedad. En el pasado tuvo un affaire amoroso con Oscar, que de alguna manera marcó su vida, pues comienza a investigar a fondo a los Nevares Sosa y su rol como nexo entre las mafias, la justicia y la política. La inminente candidatura de Andrés despierta la atención de Victoria, quien, aprovechando el lanzamiento de la nueva temporada de su programa, toma como centro de toda su investigación la construcción de un candidato electoral sin ningún antecedente político. Su aparición en el escenario de todo lo que Oscar está armando provoca un impacto. Se produce así un juego de intrigas y secretos del pasado que salen a la luz, que hace que el paso de Victoria por la historia defina los bandos de un lado y del otro. Tiene un hijo con Oscar, del cual logran escapar yéndose a vivir a Europa.

- Carlos Santamaría como Gonzalo Nievas (†) Asesinado por Roberto: es el asistente personal de Victoria. La acompaña en todo momento, y es como su mano derecha. Trabajan juntos desde hace años. Cuando ella huye del país con su hijo, queda a cargo del programa. Se conocen con Lucía desde jóvenes y retoman su relación. Es asesinado por Roberto Planes.

- Lidia Catalano como Úrsula "Tita": es una vidente que conoce del pasado la historia de Nevares Sosa. Verónica va a visitarla para analizar los dibujos de Alma. También atenderá especialmente a Oscar, que se preocupa al recibir un llamado de la bruja después de tantos años. Es una de las mujeres del mal, portadora de la daga negra. Al final de la historia le entrega la daga a Oscar pero su futuro es incierto.

- Juan Luppi como Camilo: es el hijo que tienen en común Victoria y Oscar. No conoce a ninguno de sus padres, pues Victoria lo ha mantenido alejado de ella para cuidar su vida, por si Oscar se entera. Al enterarse de todo, se va con su madre a vivir al exterior.

- Leonora Balcarce como Paloma Riccardi: es una diseñadora de modas que regresa al país luego de vivir durante años en París. Pero aquí las cosas no le resultan fáciles, y termina pidiéndole ayuda a Oscar Nevares Sosa, antiguo amigo de la familia. Es justamente en el estudio de abogados en donde Paloma se cruzará con Greta. A pesar de que todavía sigue tratando de salvar la relación con Gigí, el flechazo entre ambas será inmediato. Así, Paloma terminará involucrada en un triángulo femenino, trayendo nuevos conflictos y tensiones. Gigí morirá de celos y estará dispuesta a hacer cualquier cosa para sacar a Paloma del medio. Al final se casa con Greta y quedan a cargo del hijo de David y Gigí.

- Cristina Tejedor como Laura Jin: es la jueza del caso judicial que enfrenta a David Nevares Sosa con Mariana Estévez, una profesional incorruptible que se pondrá del lado de Mariana en el juicio por abuso sexual.

- Roberto Vallejos como Rafael (†) Asesinado por Santiago: es el hijo de Tita, y por supuesto está del lado oscuro de la orden. Tiene un hermano que no habla, y ambos son contratado por Oscar para que le sirvan tanto como guardaespaldas y como matones. Es el asesino de Logroñeses. Al final, es asesinado por Santiago cuando este iba a matar a Andrés.

- Carlos Bermejo como Rómulo Rosales: es el comisario al que le asignan la causa por el supuesto asesinato de Oscar. Si bien no está de parte de los buenos o de los malos, es una persona con una carrera totalmente limpia.

- Leonardo Saggese como Federico: es un amigo de muchos años de Greta que también conoce a David y que salió recientemente del closet. Pertenece a la alta sociedad y es heredero de una fortuna. Greta lo quiere para figurar un casamiento y con eso lograr la confianza y apoyo de Oscar Nevares Sosa. Pero Federico es seducido por David y son encontrados teniendo sexo por Oscar en su casa. Luego de esto, Greta decide suspender el casamiento con él.

- Ayelén Dotti como "Luli": Es la recepcionista del estudio, por encargo de Morbillo comienza a seducir a Roberto y vive un amorío con él con el objetivo de alejarlo de Lucía pero se termina enamorando de él, quedando embarazada de Roberto y siendo obligada a abortar por éste, aunque mas tarde lo perdona cuando la llama desesperado pidiendo su ayuda por un ataque cardíaco. Al final, visita a Roberto en la carcel tras ser encarcelado por el crimen de Gonzalo, aunque Roberto espera que sea Lucía quién lo visite.

- Lucas Escariz como Franco Bonassio: Es el secretario del estudio, está perdidamente enamorado de David, quien aprovecha sus sentimientos para pedirle todo tipo de favores y lejos de agradecerle suele mostrarse violento con Franco. Al final, queda muy deprimido tras la muerte de David y acompaña a Elena en ese dolor.

- Claudio Santorelli como Monastero: Ex profesor de Andrés en la facultad, lo ayuda con el trámite para exhumar el cuerpo de Ricardo y desde entonces se convierte en un aliado clave para Andrés. Al final, se muestra orgulloso de qué su alumno se convirtió en juez.

- Armenia Martínez como Armenia: Es el ama de llaves de la familia Bilbao, una mujer con un corazón de oro y una lealtad enorme.

## Recepción
"El elegido" compitió desde el primer capítulo hasta el 12 de mayo con la ficción "Herederos de una venganza". El índice de audiencia favoreció cada noche a dicha ficción de Canal 13, la cual le aventajaba entre 4 y 5 puntos en cada transmisión.
A partir de la llegada de la nueva temporada de "ShowMatch", la historia protagonizada por Pablo Echarri, Paola Krum y Leticia Brédice comenzó a competir los lunes, martes y jueves con este programa y los miércoles se enfrentaba a "El puntero". Este unitario marcaba una amplia diferencia de entre 8 y 10 puntos, mientras que el programa de entretenimientos que conduce Marcelo Tinelli lo hace con un margen de entre 16 y 20 puntos. Desde la llegada de "ShowMatch" la ficción de telefe logró mantener alrededor de 12 puntos de índice de audiencia, viéndose escasamente beneficiada los días miércoles (Sin "ShowMatch"), el capítulo final logró un promedio de 16.4 puntos de índice de audiencia contra los 24.7 de Marcelo Tinelli alcanzando picos de 20 puntos 
La historia de Telefe promedió 13,2 puntos, con un piso de 8,8 realizado el 22 de junio y el pico de 20,5 el día de su debut.

### Crítica
Desde su estreno la crítica de los periodistas especializados fue excelente. Otro dato, es que fue votada en internet como la mejor telenovela de 2011 en Argentina y también fue galardonada con el premio Martín Fierro en esa misma categoría, entre otros reconocimientos.
Adriana Lorenzón, su autora consideró que las buenas críticas conseguidas por la novela radicaron en la calidad del producto y en la forma de contar historias distintas.

## Ficha técnica
- Una Historia Original de: Pablo Echarri – Adriana Lorenzón
- Autores:  Adriana Lorenzón – Gustavo Belatti
- Co-Autores: Teresa Donato – Leonel D’Agostino – Ana María Rodríguez Vidal
- Equipo Autoral: Rodolfo Mansilla – Axel Nacher
- Iluminación: Pablo Etchenique – Gerardo Soldatos – Fernando Romero
- Sonido: Marcelo Montero
- Escenografía: Martín Seijas – Carlos Golac
- Ambientación: Belén García Posadas – Lucila Acuña
- Vestuario: Amelia Coral – Jimena Galeano
- Edición: Gabriel Magnanelli – Alejandro Luccioni – Fernando Salmeron
- Post-Producción: Gabriel Budnikas – Alejandro Sombory
- Coordinación de Post-Producción: Mercedes Borda – Hernán Luna – Agustina Macri
- Música Original de la Apertura: La Fábrica de Tangos
- Musicalización: Pablo Pellegrino – Maxi Riquelme
- Productor Técnico: Germán Arca
- Asistente de Dirección: Pablo Bustos
- Coordinación de Producción: Alejandro Niveyro
- Producción: Alelen Villanueva
- Móvil 1 / Dirección:  Pablo Ambrosini
- Móvil 2 / Dirección:  Omar Aiello
- Dirección de Piso: Andrés Palacios
- Asesoramiento Artístico “El Árbol”: Federico D’Elía
- Producción “El Árbol”: Federico D’Elía – Ronnie Amendolara
- Producción Ejecutiva: Andrea Tuozzo
- Producción Artística: Pablo Echarri – Gustavo Marra
- Dirección: Negro Luna
- Productor General: Martín Seefeld
- Equipo de Producción: Cecilia Schargrodsky – Cecilia Facian – Paula Sena – María José Figueroa – Laura Giardina – Martín Colombo – Luis Benítez – Martín Funes – Gabriel Aiello – Matías Abed
- Coach: Karin Gilszlak
- Apuntadoras: Gilder Magiolo – Karina Rial – Martha Monjardin
- Participación de Extras del Sutep
- Asistentes de Dirección - Exteriores: Pablo Landoni – Claudio Ratti
- Jefas de Maquillaje: Gabriela Bravo – Fernanda Ferraina
- Coordinación: Roxana Grosso
- Continuista - Piso: Cristina Medero
- Continuista - Unidad 1: Esther Rodríguez
- Continuista - Unidad 2: Agustina Pocino
- Peinado: Renee López – Leandro Becjer – Alejandro Basualdo – Guillermina Carballo
- Edición de Apertura: Gabriel Budnikas – Alejandro Sombory

Unidad Piso 
- Jefes de Piso: Julio Riccardi – Antonio Alonso
- Productor Escenográfico: Miguel Giammatteo
- Camarógrafos: Diego Arrieta – Marcelo Pereyra – Ariel Chacón
- Asistentes de Cámara: Rodrigo García – Carlos Medici – Gastón Chiappa – Cristian Calderón
- Asistente de Iluminación: Roberto Echenique
- Reflectoristas: Ariel Borgna – Gustavo Giardini
- Sonidistas: Daniel Castronouvo – Luis Rojo
- Microfonistas: Eduardo Scarfia – Daniel Fuentes – Carlos Ciuffardi – Cristian Gómez
- Operadores de Video: Gonzalo Ganem – Darío Schenquerman – Alejandro Dell’aciprete
- Operadores VTR: Eduardo Welter – Fabián Beron Pengaro
- Post-Producción de Audio Protools: Sergio Conde – Leonardo Chiossone
- Maquillaje: María del Carmen Morales – Lucía Lipovich – Alejandro Iñíguez – Cecilia Smith
- Electricidad en Piso: Carlos De Stefano

Unidad Exteriores 1
- Camarógrafos: Federico Lauersdorf – César Walter Sánches
- Asistentes de Cámara: Leonardo Franza – Ángel Delelis
- Iluminación: Fernando Romero
- Reflectoristas: Mano Leguizamo – Gonzalo Pasos
- Sonidista: Luis Quiroga
- Microfonista: Juan Manuel Mora
- Operador de Video: Nicolás Notarianni
- Maquillaje: Mara Mattacheo
- Eléctrico: Oscar Soria
- Exteriores: Ariel Amatto – Juan Carlos Barbieri – Julio Alberto Pacheco – Antonio Zara

Unidad Exteriores 2
- Camarógrafos: Gustavo Serantes – Gustavo Passerini
- Asistentes de Cámara: Matías Formaglio – Matías Laflor
- Iluminación: Gerardo Soldatos
- Reflectoristas: Marcelo Larreta – Gabriel Marapode
- Sonidista: Roberto Gregorio
- Microfonista: Mariano Valentini
- Operador de Video: Andrés Fraire
- Maquillaje: Iris Martínez
- Eléctrico: Fernando D’alessandro
- Exteriores: Raúl Nicolás López – Omar Iñíguez – José Luis Cruz – Narciso Cruz – Ismael Aguado
- Jefes Técnicos: Hugo Lezcano – Rodolfo Colombo – Sergio Canto – Andrés Martini
- Jefe de Control General: Darío Bursztyn
- Coordinación de Control General: Oscar Muñíz – Alejandro Cerone – Fernando Pérez
- Jefatura de Control de Transmisión: Gustavo Embroni – Mauricio Soimer
- Operadores de Control de Transmisión: Sebastián D’auna – Leonardo Flores – Patricio Benito – Damián Romero – Guido Stella – Juan Fernández – Mano Dib – Fabio Leziero
- Operadores de Switcher Master: Luis Bugnot – Eduardo González – Jorge Waisman
- Escenógrafo: Carlos Golac
- Asistencia Facilidades: Ricardo Cobelo
- Utilería: Juan Gabriel – Ricardo Torres – Christian Cauteruccio – Jorge Andrés – Ramón Galdeano – Fernando Gosalves – Ricardo Gallego – Sergio Ramírez – Roque Villavicencio – Diego Beltrán – Gustavo Solano – Nicolás Miranda
- Utilería Chica: Guillermo Cejas – Edgardo Debellis
- Utilería Calle: Domingo Catrini – Andrés Artola – Damián Giménez
- Realización: Omar Martínez – Gustavo Miranda – Fabio Bruno – Alfredo Espejo – Diego Fontanet – Sebastián Cloquel – Daniel Caruso – Francisco Godino – Jorge Méndez – Daniel Márquez – Eduardo Sabaidini – Santos Ramírez – Carlos Soto – Ángel Moreno – Juan Carlos Alfonzo – Alfredo Gramajo – Manuel Novoa – Juan Carlos Díaz – Facundo Francini – Claudio Alfonzo – Norberto Besterra – Andrés Galeano – Cristian Ponce – Rodrigo Acosta
- Plotter: Roque Monzón – Héctor Di Giorgio – Javier Crescipulli – Gerardo Ruíz – Ramiro Valdata
- Carpinteria: Raúl Ojeda – Jorge González – Néstor Fernández – Fernando Fernández – Juan Agachichi – Eduardo Aquino – Sebastián Quintana – José Cáceres – Gonzalo Morales – Ismael Muñóz – Julio Domínguez – Leandro Ríos – Alfredo Fernández – Sebastián Aranda – Javier Toloza – Leopoldo Penayo – Germán Villalba – Carlos Verona – Juan Ojeda
- Herrería: Fabián Baffetti – Christian Baffetti – Rubén Ronchi – Ariel Agachichi – Lucio Britos – Ramón Meza – Mauro Chilano – Damián Raggetti – Franco Baffetti – Christian Monzón
- Restauración: Fernando Marochi – Héctor Galoto – Carmelo Valenzuela
- Tapicería: Angélica Jeréz – Óscar Larroca – Marcelo Rico – Carlos Segovia – Ricardo Finizzola – Mauricio Maccagnini – Patricia Finizzola
- Montaje: Alberto Zottola – Leonardo Fama – Benito Gómez – Daniel Capuano – Santiago Santucho – Jorge Carrizo – Alejandro Trotta – Sergio Hock – Antonio Micciullo – Carlos Solano – Óscar Gutiérrez – Miguel Miranda – Benjamín Figueroa – Francisco Quartino – Oreste Olmedo – Eduardo Echevarría – Gustavo Hock – Héctor Delgado – Fernando Lencina – Christian Ruíz – Christian Santucho – Juan Leiro – Andrés Lencina
- Pañol Técnico: Tomás Sosa – Claudio Falcone – Marcelo Mazzitello
- Eléctricos Armado Piso: Daniel Gómez – Gustavo Cunial – Daniel San Martín – Pablo Cejas – Óscar Gómez – Pablo Pavone – Jorge Sombra – Ariel Simonini – Joaquín Vodopivec – Gustavo Aguirre – Carlos Elizondo
- Servicios Generales: Rubén Covetta – Rubén Ortiz – Natalia Ibarrola – Cecilia Ramírez – Juan Valdéz – Marcos Maldonado – Félix Arenas – Rubén Luque –Eduardo Oliva – Eduardo Gómez
- Copistería: Silvia Cordoba – Maria Pingitore
- Envasados: Carlos Gallo – Adrián Manfredi – Gustavo Dappiano – Adrián Otero
- Gráfica: Gerardo González – Mario Aragón
- Telefe Agencia Dirección de Arte: Rosana Guiotto

## Premios y nominaciones

### Premios Tato
| Premio            | Categoría              | Nominados          | Resultado |
| ----------------- | ---------------------- | ------------------ | --------- |
| Premios Tato 2011 | ""FICCIÓN DIARIA""     | El Elegido         | Ganador   |
| Premios Tato 2011 | ""ACTRIZ PROTAGÓNICA"" | Leticia Brédice    | Ganadora  |
| Premios Tato 2011 | ""ACTOR DE REPARTO""   | Lito Cruz          | Ganador   |
| Premios Tato 2011 | ""ACTRIZ DE REPARTO""  | Mónica Antonópulos | Ganadora  |

### Premios Martín Fierro
| Año  | Categoría              | Receptor                                    | Resultado |
| ---- | ---------------------- | ------------------------------------------- | --------- |
| 2011 | Mejor telenovela       | El elegido                                  | Ganadora  |
| 2011 | Mejor actor de novela  | Pablo Echarri                               | Ganador   |
| 2011 | Mejor actriz de novela | Paola Krum                                  | Nominada  |
| 2011 | Mejor actriz de novela | Leticia Brédice                             | Ganadora  |
| 2011 | Actor de reparto       | Lito Cruz                                   | Ganador   |
| 2011 | Actor de reparto       | Luciano Cáceres                             | Nominado  |
| 2011 | Actriz de reparto      | Leonor Manso                                | Nominada  |
| 2011 | Actriz de reparto      | Mónica Antonópulos                          | Ganadora  |
| 2011 | Revelación             | Paula Kohan                                 | Ganadora  |
| 2011 | Revelación             | Maite Lanata                                | Nominada  |
| 2011 | Mejor director         | Carlos Luna                                 | Nominado  |
| 2011 | Mejor autor/libretista | Adriana Lorenzón Gustavo Belatti            | Nominados |
| 2011 | Mejor canción original | "Sólo hay una ley", de La Fábrica de Tangos | Nominados |